# Teri Steer
Teri Sue Steer (* 3. Oktober 1975 in Crete, Nebraska) ist eine ehemalige US-amerikanische Leichtathletin, die sich auf das Kugelstoßen spezialisiert hat. Ihren größten Erfolg feierte sie mit dem Gewinn der Bronzemedaille bei den Hallenweltmeisterschaften 1999 in Maebashi.

## Sportliche Laufbahn
Teri Steer absolvierte ein Studium an der Southern Methodist University in Texas und sammelte 1994 erste internationale Erfahrungen, als sie bei den Juniorenweltmeisterschaften in Lissabon mit einer Weite von 14,46 m in der Qualifikationsrunde ausschied. 1996 wurde NCAA-Collegemeisterin im Kugelstoßen im Freien sowie 1998 in der Halle und im selben Jahr belegte sie bei den Goodwill Games in New York City mit 18,30 m den fünften Platz. Im Jahr darauf gewann sie bei den Hallenweltmeisterschaften in Maebashi mit 18,86 m die Bronzemedaille hinter der Russin Swetlana Kriweljowa und Krystyna Zabawska aus Polen. Ende Juli gewann sie bei den Panamerikanischen Spielen in Winnipeg mit 18,03 m die Bronzemedaille hinter ihrer Landsfrau Connie Price-Smith und Yumileidi Cumbá aus Kuba, ehe sie im August bei den Weltmeisterschaften in Sevilla mit 18,04 m im Finale den neunten Platz belegte. Daraufhin gelangte sie beim IAAF Grand Prix Final in München mit 18,17 m auf den fünften Platz. 2000 nahm sie an den Olympischen Sommerspielen in Sydney teil und schied dort mit 16,34 m in der Qualifikationsrunde aus. 2002 belegte sie beim IAAF World Cup in Madrid mit 18,63 m den fünften Platz und beendete daraufhin ihre aktive sportliche Karriere im Alter von 27 Jahren.
2002 wurde Steer US-amerikanische Meisterin im Kugelstoßen im Freien sowie 1999 und 2002 in der Halle.

## Persönliche Bestleistungen
- Kugelstoßen: 19,21 m, 28. April 2001 in Des Moines
- Diskuswurf: 60,38 m, 11. Mai 2002 in Clemson

## Persönliches
Tori Steer war in erster Ehe mit dem kanadischen Diskuswerfer Jason Tunks verheiratet, ließ sich aber scheiden und heiratete den US-amerikanischen Kugelstoßer Christian Cantwell.